# Larry Winget
Larry Winget s-a născut pe 2 octombrie 1952, la Muskogee, Oklahoma, Statele Unite ale Americii. Este orator motivațional și autor de cărți bestseller. Este supranumit „pitbull-ul dezvoltării personale”.

## Familia
Larry Winget a crescut în orașul natal. A absolvit liceul Central High School din Muskogee, Oklahoma și, mai târziu, Universitatea Northeastern Oklahoma State, în Tahlequah, Oklahoma. Este căsătorit cu Rose Mary Winget și are doi copii, Tyler și Patrick. Trăiesc cu toții la Scottsdale, Arizona.

## Distincții și premii
Larry Winget este autorul a șase cărți ce au fost bestselleruri New York Times și Wall Street Journal. A fost gazda emisiunii Big Spender la A&E timp de doi ani. A fost invitat în numeroase programe TV, cum ar fi: Tool Academy, Crowd Rules, Dr. Phil. Este un obișnuit al emisiunilor de știri din SUA, la televiziuni precum CNBC, MSNBC, FOX Business Network și FOX News. Arizona Republic l-a desemnat de două ori ca fiind Cel mai bun autor al statului Arizona și Cea mai faimoasă celebritate TV.

## Lucrări

### Cărți
Shut Up, Stop Whining, & Get A Life: A Kick-Butt Approach to a Better Life 
You're Broke Because You Want To Be: How to Stop Getting By and Start Getting Ahead (2008)
People Are Idiots and I Can Prove It!: The Ten Ways You Are Sabotaging Your Life and How To Overcome Them (2008)
No Time For Tact: 365 Days of The Wit, Words and Wisdom of Larry Winget (2009)
Your Kids Are Your Own Fault: A Guide For Raising Responsible, Productive Adults (2009)
The Idiot Factor: The 10 Ways We Sabotage Our Life, Money and Business (2009)
Shut Up, Stop Whining & Get A Life comic book version (2010)
Grow A Pair; How To Stop Being A Victim and Take Back Your Life, Your Business and Your Sanity (2013)
»Cărți publicate în limba română:
Fii coios;
Ai copii? Ești responsabil să îi transformi în adulți valoroși, prosperi și fericiți; 
Cele mai bune lecții de leadership; 
Termină cu văicăreala și fă ceva cu viața ta;
Ești falit pentru că te mulțumești cu atât;
Oamenii sunt idioți, iar eu pot demonstra asta;

#### Cărți Pentru Speakeri
- 60 Ways to Get Rich and Stay Rich in the Speaking Business
- Video seria "Financial Success In Speaking", cu Joe Calloway

### Media
Larry Winget VT Virtual Training University, an interactive, online training system for life and business. 
The Notorious Larry Winget based on It's Called Work For A Reason.
I'll Try To Be Nicer If You'll Try To Be Smarter - CD/DVD
"Success Is Your Own Fault"
"The Truth Be Told"
"Larry: Unplugged, Unleashed and Out Of Control"
Success Is Your Own Damn Fault
"Get Out Of Your Own Way"
"A Year Of Success"
"A Year Of Business Success"
 

## References
1. ↑  Autoritatea BnF, accesat în 10 octombrie 2015